# Lampada a idrogeno

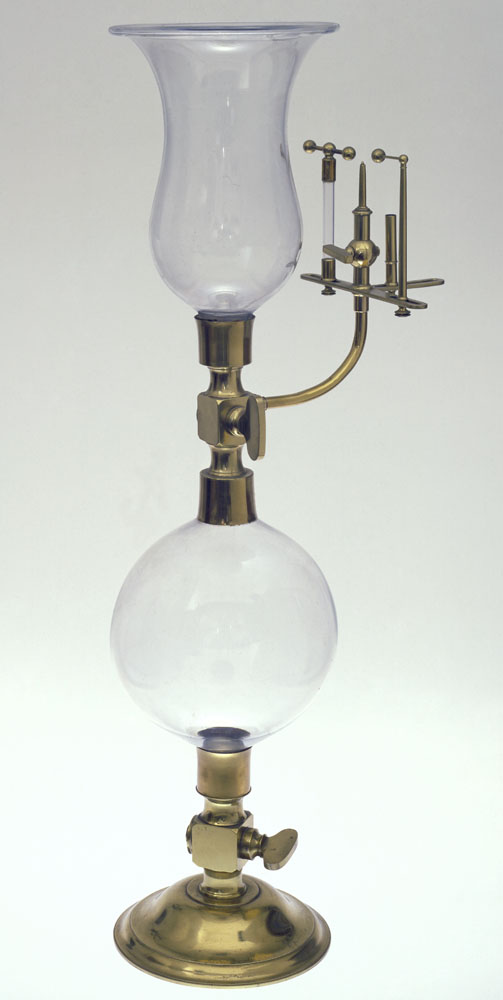
Lampada a idrogeno di Volta conservata al Museo Galileo di Firenze.

La lampada a idrogeno è una sorgente luminosa proposta da Alessandro Volta (1745-1827) intorno al 1777.
Grazie ad essa, un getto di idrogeno contenuto in un gasometro veniva acceso dalla scintilla prodotta da un elettroforo o da una bottiglia di Leida. La fiamma così generata accendeva una candela. Questo apparecchio, notevolmente perfezionato da costruttori e scienziati tedeschi alla fine del Settecento, divenne un popolare strumento da dimostrazione e uno dei sistemi più rapidi ed efficaci per produrre il fuoco o per disporre agevolmente di una fonte di luce nel mezzo della notte. L'apparecchio, che in realtà è più un accendilume che una lampada, molto diffuso soprattutto nelle case borghesi della Germania, rimase in uso sino alla metà dell'Ottocento.